# Anamulenge (Wahlkreis)
Der Wahlkreis Anamulenge ist ein Wahlkreis im Norden der Region Omusati im zentralen Norden Namibias. Kreisverwaltungssitz ist Anamulenge. Im Wahlkreis leben (Stand 2023) 20.300 Menschen auf einer Fläche von 394 Quadratkilometern.

## Wahlen
| Wahl | Name             | Partei | Stimmenanteil |
| ---- | ---------------- | ------ | ------------- |
| 1992 |                  |        |               |
| 1998 | Genorosa Andowa  | SWAPO  | o. W. 1       |
| 2004 | Aipinge Aluvilu  | SWAPO  | o. W. 1       |
| 2010 | Fidelius Sheyapo | SWAPO  | 99,3 %        |
| 2015 | Werner Kalipi    | SWAPO  | o. W. 1       |
| 2020 | Tylves Angala    | SWAPO  | 83,8 %        |